# Камичеле (Козенца)
Камичеле је насеље у Италији у округу Козенца, региону Калабрија.
Према процени из 2011. у насељу је живело 17 становника. Насеље се налази на надморској висини од 167 м.